# Glenmorangie

Логотип Glenmorangie, з елементами нижньої частини

Glenmorangie (вимовляється з наголосом на другому складі: прослухатиⓘ; вважається, що топонім походить від ґельського Gleann Mòr na Sìth «долина спокою» або Gleann Mór-innse «долина великих лук») — віскікурня у Тейні, Росс-Шир, Шотландія, що виробляє односолодове шотландське віскі. Віскікурня належить компанії The Glenmorangie Company Ltd, основним продуктом якої є односолодове віскі Glenmorangie. Glenmorangie належить до категорії гайлендських віскікурень і може похвалитися найвищими перегонними кубами в Шотландії. Віскі продається у пляшках Original, 18- та 25-річної витримки, спеціальної бочкової витримки, бочкового оздоблення, Extra Matured та у пляшках спеціальних колекцій.

## Історія
Легенди розповідають, що алкогольні напої того чи іншого виду виробляли у Тейні та в його околицях ще з середньовіччя.
За даними компанії Glenmorangie, найдавніший запис про виробництво алкоголю на фермі Morangie датується 1703 роком. У 1730-х роках було збудовано броварню на місці, біля Тарлогі Спрінгз — джерела води, що використовувалося фермерами. Колишній керівник віскікурні, Вільям Матсон, придбав ферму у 1843 році і перетворив пивоварню Morangie на спиртзавод, оснащений двома саморобними джиновими перегонними кубами. Пізніше він перейменував спиртзавод на Glenmorangie.
Спиртзавод був придбаний його основним замовником, фірмою Leith Macdonald and Muir, у 1918 році. Родина Макдональдів зберігала контроль над компанією майже 90 років.
Glenmorangie, як і всі віскікурні та пивоварні у Британії, дуже постраждали у період з 1920 по 1950 роки через Сухий закон, а потім Велику депресію в США, що суттєво зменшили продажі віскі. Віскікурню було законсервовано з 1931 по 1936 роки. Депресія закінчилася Другою світовою війною, але воєнний стан зумовив дефіцит палива та ячменю, а віскікурня знову була закрита з 1941 по 1944 роки. Експорт віскі був важливим під час війни, але дії противника зірвали поставки до США та Канади.
Під кінець війни та в найближчий післявоєнний період віскікурня збільшила виробництво та працювала на повну потужність до 1948 року. Кількість перегонний кубів було збільшено з двох до чотирьох протягом 1977 року. Водопостачання стало проблемою протягом 1980-х років, коли почалося активне освоєння земель навколо джерела Тарлогі Спрінгз. Освоєння могло би знизити якість та кількість води, доступної для віскікурні, тому було ухвалене рішення придбати близько 600 гектарів (2,4 км2) землі навколо Тарлогі Спрінгз. Віскікурня знову почала розширюватися протягом 1990 року, коли вона встановила ще чотири перегонні куби, а протягом 2002 року були додані два додаткові бродильні чани. У 2009 році було додано чотири нові перегонні куби, що дозволило збільшити їхню загальну кількість до дванадцяти.
Родина Макдональдів зберегла право власності на 52 % компанії завдяки лізингу Лондонській фондовій біржі, в якій сім'я мала більшість голосуючих акцій компанії. У 2004 році компанія була продана французькій компанії з виробництва напоїв Moët Hennessy Louis Vuitton за близько 300 мільйонів фунтів стерлінгів.
Після зміни власності лінійку продуктів Glenmorangie було ребрендовано, щоб збільшити привабливість на закордонному ринку розкішних товарів. Була представлена нова, більш пишна пляшка, а віскі Wood Finish отримали нові назви, такі як Quinta Ruban, Nectar d'Or та LaSanta. За словами професора Пола Фреті, директора Інституту роздрібних досліджень Стерлінзького університету, «Французьке звучання назви — це незвичайне нововведення, адже те, що робить віскі унікальним, — це традиційна прив'язка до Шотландії. Це смілива стратегія».
Протягом декількох років компанія Glenmorangie постачала своє віскі для виготовлення купажованого віскі «власного бренду» групами супермаркетів. Ця практика припинилася в 2009 році, коли компанія продала бренд Glen Moray.
Glenmorangie є найбільш продаваним односолодовим у Шотландії майже безперервно з 1983 року і виробляється у обсягах близько 10 мільйонів пляшок на рік, з яких 6 — 6,5 мільйонів продається у Великій Британії. У глобальному масштабі Glenmorangie займає 6 % частки світового ринку односолодових віскі.

## Виробництво

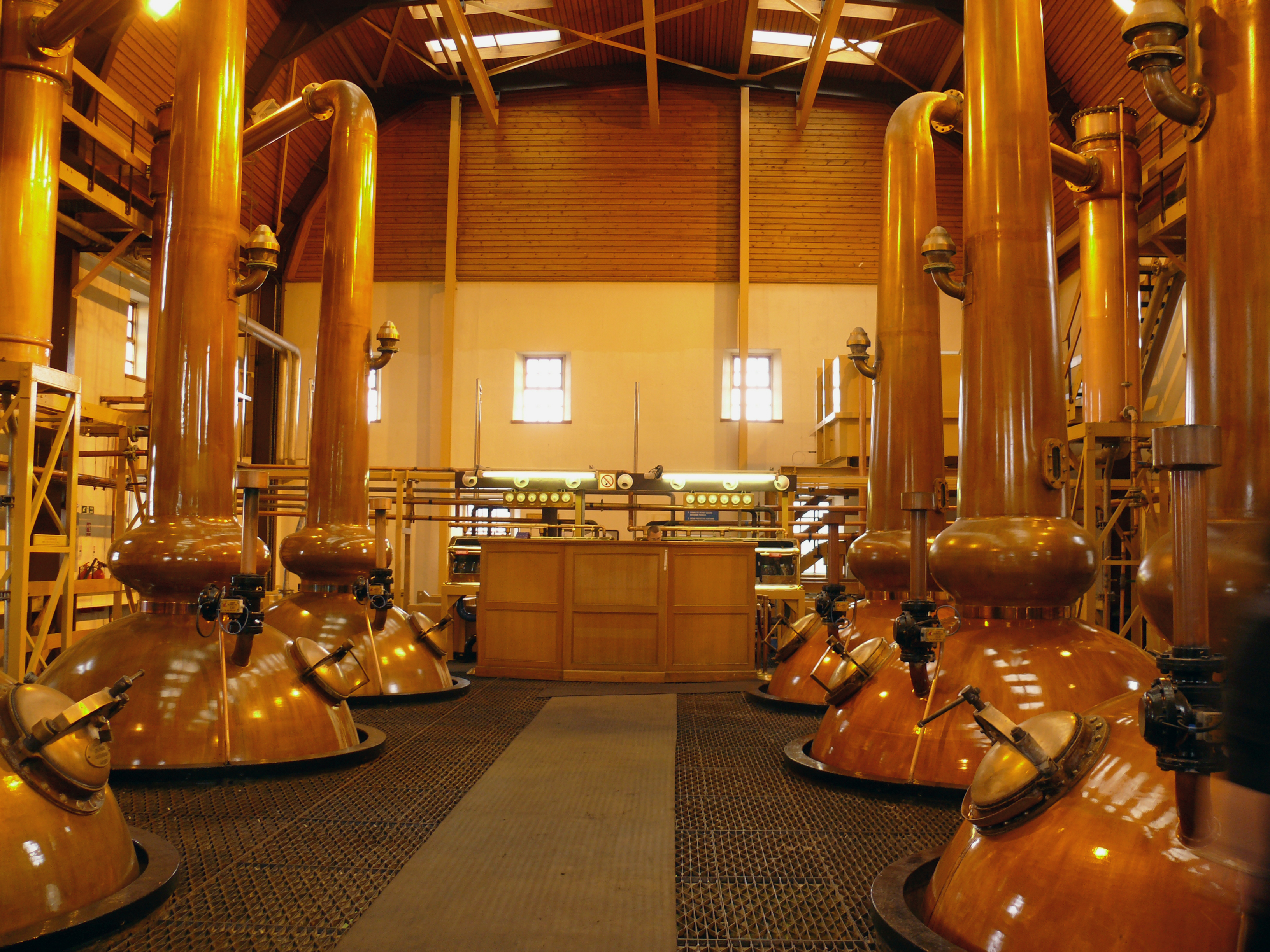
Перегонні куби, висота яких становить 7,9 м

Джерелом води для Glenmorangie є джерело Тарлогі Спрінгс, розташоване на пагорбах Тарлогі над віскікурнею. Зерно ячменю постачає компанія Highland Grain Ltd, кооператив фермерів у цьому ж районі. Перегонні куби, що використовуються, найвищі у Шотландії, висотою 8,00 м, із шийками 5,1372 м, які компанія використовує, щоб отримати надзвичайно легкий смак. Процесом перегонки десятиліттями займався персонал із 16-ти працівників, яких називають «Шістнадцять чоловік Тейна», які працювали цілий рік, за винятком Різдва та періодів припинення виробництва. Розширення виробництва з 2008 року призвело до збільшення персоналу до 24 осіб, яких стали називати на пляшках та рекламних листівках «Чоловіки Тейна».

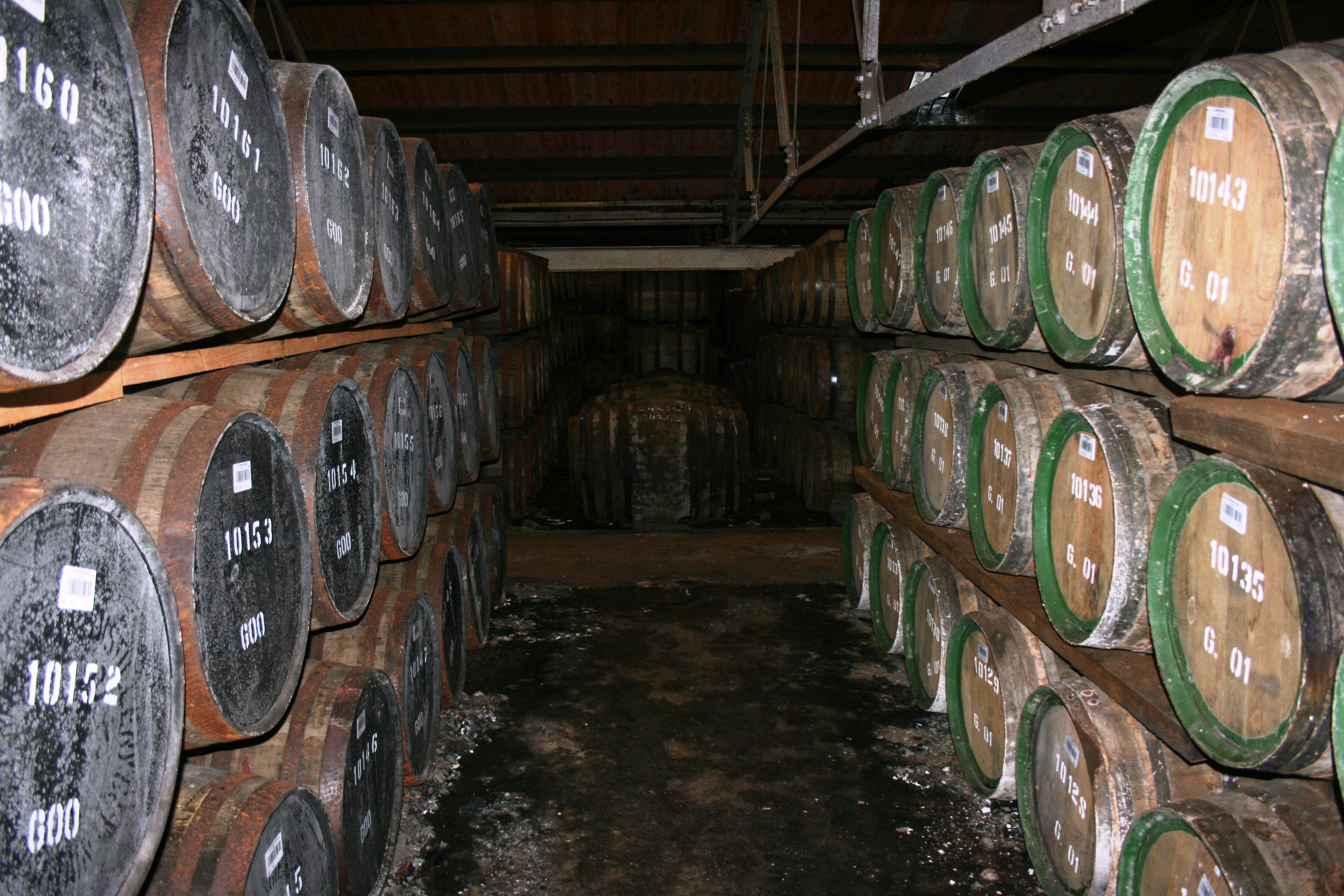
Бочки, в яких дозріває віскі Glenmorangie

Glenmorangie використовує декілька різних типів бочок, при цьому всі продукти визрівають у бочках із білого дуба, які виготовляються з дерев, що ростуть у власному Glenmorangie в горах Озарк, штат Міссурі, США. Ці нові бочки залишаються на повітрі протягом двох років, перш ніж їх здають в оренду віскікурні Jack Daniel's та Heaven Hill, щоб у них дозрівав бурбон протягом чотирьох років. Потім Glenmorangie використовує ці бочки для дозрівання свого віскі. Лінійка віскі Original повністю визріває в бочках із-під бурбона, тоді як лінійка віскі Extra Matured витримується в бочках, які раніше використовувались для визрівання інших напоїв, таких як вино, портвейн або херес, під час процесу, який називають оздобленням. Вони є частиною постійного асортименту продукції, яку виробляє Glenmorangie. Glenmorangie також отримує невеликі партії інших бочок для оздоблення та випуску лімітованих серій віскі. Після придбання віскікурні компанією Louis Vuitton Moët Hennessy, Glenmorangie випустив обмежену серію віскі, витримане в бочках, які раніше використовувалися для дозрівання Château Margaux; пляшки цієї серії вкрай важко знайти, що зумовлює їхню високу ціну.
Вважається, що склади, на яких зберігаються бочки, також впливають на смак віскі. Glenmorangie випустила спеціальну лінійку віскі під назвою Cellar 13 укр. Підвал 13, зі складу, розташованого найближче до моря, оскільки віскі, як вважають, має характерний аромат.
Розливання віскі брендів Glenmorangie і Ardbeg відбувається на спеціально розробленому заводі компанії для розливу віскі у The Alba Campus в місті Лівінгстон, Західний Лотіан, неподалік від Единбурга, Шотландія. Glenmorangie раніше розливала своє віскі на Drambuie — у спільному підприємстві з Drambuie Company; ця угода закінчилася 2010 року.

## Розлив
Core Range:
Original, Lasanta, Quinta Ruban, та
Nectar D'Or.
Prestige Range:
18-річне,
19-річне,
25-річне, Signet, Pride 1981,
Pride 1978,
Pride 1974, та
Grand Vintage Malt 1990.
Private Edition Range:
(1st Annual Release) Sonnalta PX; 2010,
(2) Finealta; 2011,
(3) Artein; 2012,
(4) Ealanta; 2013,
(5) Companta; 2014,
(6) Tùsail; 2015,
(7) Milsean; 2016,
(8) Bacalta; 2017,
(9) Spios; 2018, та
(10) Allta; 2019.
Legend Collection:
Tarlogan, Tayne, Duthac, Dornoc, та
Cadboll.
Limited Edition Range:
Astar 2009 та 2017, та
A Midwinter Night's Dram 2015 та 2017.
Cask Masters Selections:
Taghta 2014 (Sherry Cask).

## Відгуки
Продукція Glenmorangie, як правило, набирає дуже високі бали від міжнародних конкурсах серед алкоголю та від органів, що перевіряють алкоголь. Зокрема, 12-річне Glenmorangie Lasanta та 18-річне Glenmorangie односолодове віскі ніколи не отримували нижче срібної медалі на конкурсі San Francisco World Spirits Competition. 12-річне Glenmorangie Lasanta потрапило в топ-10 всіх віскі за версією сайту Proof66.com, який збирає відгуки про спиртні напої з Всесвітнього конкурсу спиртних напоїв у Сан-Франциско, Wine Enthusiast та інших. За останні п'ять років Glenmorangie виграла більше нагород «Gold Best in Class», ніж будь-який інший солодкий шотландський віскі на Міжнародному конкурсі вин та спиртних напоїв. У 2012 році IWSC присвоїла компанії Glenmorangie звання «Дистилятор року». Glenmorangie Quarter Century здобув нагороду, як кращий гайлендський односолодовий віскі на конкурсі World Whisky Awards 2013.

## У масовій культурі
Джаз-рок гітарист Аллан Голдсворт випустив альбом під назвою The Sixteen Men of Tain (укр. Шістнадцять чоловік Тейна) у 2000 році.
У фільмі 1986 року Горець, Коннор Маклауд, якого зіграв Кристофер Ламберт, замовляє «подвійне Glenmorangie з льодом».

### Виноски
1. ↑  Glenmorangie on Whisky.com (англ.)
2. ↑  Glenmorangie. maltmadness.com. Архів оригіналу за 27 лютого 2015. Процитовано 22 лютого 2015. (англ.)
3. ↑  The translation of «Glen of Tranquillity» implied by Glenmorangie commercials is derived from the similarly sounding Gleann Mòr na Sìth «great valley of peace»; at least this was the explanation given in reaction to a 2003 complaint to the Scottish Advertising Standards Authority about the alleged mistranslation ASA.org.uk [Архівовано 10 лютого 2009 у Wayback Machine.] (англ.)
4. 1 2 3 4 5  Glenmorangie Single Malt Scotch Whisky. Glenmorangie. Архів оригіналу за 1 вересня 2007. Процитовано 29 вересня 2007. (англ.)
5. ↑  Даніель Лернер, Single Malt and Scotch Whisky: Select and Savor over 200 Brands and Varieties, Black Dog and Leventhal Publishers, Inc., 1997. ISBN 1-884822-76-2. (англ.)
6. 1 2 3  Glenmorange Distillery. The Distilleries of Scotland. Архів оригіналу за 12 жовтня 2007. Процитовано 29 вересня 2007. (англ.)
7. ↑  Anticipated acquisition by Moët Hennessy S.N.C. of Glenmorangie plc. Office of Fair Trading. 17 грудня 2004. Архів оригіналу за 15 грудня 2007. Процитовано 29 вересня 2007. [Архівовано 2007-12-15 у Wayback Machine.] (англ.)
8. ↑  Шарлотта Мур (22 жовтня 2004). Family sells Glenmorangie to cognac maker. Гардіан. Архів оригіналу за 17 вересня 2014. Процитовано 23 березня 2014. (англ.)
9. ↑  Glenmorangie takes a oui step towards luxury on the continent. Herald Scotland. Архів оригіналу за 19 червня 2015. Процитовано 22 лютого 2015. (англ.)
10. ↑  Дуглас Фрідлі (29 серпня 2004). Not so tranquil now. The Scotsman. UK. Архів оригіналу за 1 лютого 2013. Процитовано 29 вересня 2007. (англ.)
11. ↑  Алан Крофорд (29 серпня 2004). The Great Whisky Myth. Sunday Herald[en]. Архів оригіналу за 6 лютого 2008. Процитовано 29 вересня 2007. (англ.)
12. ↑  Валері Даррох (24 жовтня 2004). Glenmorangie sale buys new owners a footing in the global whisky. The Sunday Herald. Архів оригіналу за 11 лютого 2009. Процитовано 29 вересня 2007. (англ.)
13. ↑  Highland Grain Limited – News. 21 березня 2007. Архів оригіналу за 15 грудня 2007. Процитовано 29 вересня 2007. [Архівовано 2007-12-15 у Wayback Machine.] (англ.)
14. 1 2  Our Stories - Glenmorangie Single Malt Scotch Whisky. Glenmorangie. Архів оригіналу за 10 лютого 2014. Процитовано 22 лютого 2015. [Архівовано 2014-02-10 у Wayback Machine.] (англ.)
15. ↑  Glenmorangie Distillery Profile. The Scotch Malt Whisky Society. Архів оригіналу за 15 червня 2011. Процитовано 29 вересня 2007. [Архівовано 2011-06-15 у Wayback Machine.] (англ.)
16. ↑  Валері Даррох (21 квітня 2002). Raising a glass to new friends; The myth is it's an old man's drink. The Sunday Herald. Архів оригіналу за 11 лютого 2009. Процитовано 29 вересня 2007. (англ.)
17. ↑  Glenmorange Distillery Visit. Royalmilewhiskies.com. Архів оригіналу за 9 листопада 2007. Процитовано 29 вересня 2007. (англ.)
18. ↑  Glenmorangie: Northern Highlands distillery. Scotland: Whisky and Distilleries. Архів оригіналу за 13 вересня 2007. Процитовано 29 вересня 2007. [Архівовано 2004-03-29 у Wayback Machine.] (англ.)
19. ↑  Glen Moray. The Whisky Guide. Архів оригіналу за 14 серпня 2007. Процитовано 29 вересня 2007. [Архівовано 2007-08-14 у Wayback Machine.] (англ.)
20. ↑  Джейн Бредлі (28 березня 2009). Morrison Bowmore seals Deal. The Scotsman. UK. Архів оригіналу за 2 лютого 2013. Процитовано 8 квітня 2009. (англ.)
21. ↑  Proof66.com Website for Glenmorangie. Архів оригіналу за 15 жовтня 2012. Процитовано 17 жовтня 2012. [Архівовано 2012-10-15 у Wayback Machine.] (англ.)
22. ↑  Proof66.com Website for Glenmorangie's 12 year Lasanta. Архів оригіналу за 5 жовтня 2012. Процитовано 17 жовтня 2012. [Архівовано 2012-10-05 у Wayback Machine.] (англ.)
23. ↑  Glenmorangie is the Best of the Best. Архів оригіналу за 11 жовтня 2011. Процитовано 6 вересня 2011. [Архівовано 2011-10-11 у Wayback Machine.] (англ.)
24. ↑  Glenmorangie Quarter Century wins Best Highland Single Malt award. Архів оригіналу за 12 травня 2013. Процитовано 10 травня 2013. [Архівовано 2013-05-12 у Wayback Machine.] (англ.)
25. ↑  Девід Р. Адлер. The Sixteen Men of Tain - Allan Holdsworth. AllMusic. Rovi Corporation[en]. Архів оригіналу за 14 грудня 2021. Процитовано 13 липня 2014. (англ.)